# Sindromul paradisiac
The Paradise Syndrome este un episod din sezonul al III-lea al serialului original Star Trek. A avut premiera la 4 octombrie 1968.

## Prezentare
Pe o planetă cu o cultură predominant amerindiană, un misterios dispozitiv extraterestru îi șterge memoria căpitanului Kirk, iar acesta începe o nouă viață alături de băștinași, ca membru al tribului lor.